# Васильківська балка
Балка Васильківська — колишній об'єкт природно-заповідного фонду Запорізької області, ботанічний заказник місцевого значення.
Заказник був оголошений рішенням Запорізького облвиконкому № 253 від 28.05.1980 року біля села Васильківське (Вільнянський район, Запорізька область). Площа — 12 га.
24 грудня 2002 року Запорізька обласна рада ухвалила рішення № 12 «Про внесення змін і доповнень до природно-заповідного фонду області», яким було ліквідовано 41 об'єкт ПЗФ.
Скасування статусу відбулось незаконно[джерело?], із зазначенням сумнівної причини «не відповідає класифікації території ПЗФ України».